# Новониколаевский район (Волгоградская область)
Новоникола́евский райо́н — административно-территориальная единица (район) и одноимённое муниципальное образование (муниципальный район) в Волгоградской области России.
Административный центр — рабочий посёлок Новониколаевский.

## География
Район расположен в северо-западной части Волгоградской области, расстояние до областного центра — 300 км. На севере район граничит с Поворинским районом Воронежской области, на северо-востоке — с Балашовским районом Саратовской области, на северо-западе и западе — с Урюпинским, на юге — с Новоаннинским, на востоке — с Киквидзенским районами Волгоградской области.
Общая площадь района свыше 236 тыс. гектаров, из них: 228 тыс. га — земли сельскохозяйственного назначения, 168,9 тыс. га — пашни.

### Природные условия
Район занимает часть Хопёрско-Бузулукской равнины, рельеф района представляет собой равнину, густо изрезанную балками, особенно в части, прилегающей к реке Кардаил, являющейся одновременно самой северной рекой Волгоградской области, самая южная река области, Кара-Сал, протекает 12 км отрезком в Котельниковском районе. На территории района рек хозяйственного назначения нет. Имеющиеся реки занимают площадь 435 га, озера 71 га, пруды — 2085 га, болота — 209 га. На территории района разведано 5 источников подземных вод, месторождение сырья для производства керамического кирпича. В охотничьем хозяйстве водятся кабаны, лоси, зайцы-русаки, лисы, корсак, дрофы, степные грызуны. Имеются небольшие дубово-тополевые лесополосы.
По климатическим условиям район расположен в полосе континентального климата с преобладанием круглый год засушливых восточных ветров с холодной малоснежной зимой и жарким летом до +43 градусов, территория района расположена более чем на 180-200 км южнее среднего значения климато- и ветро- разделяющей оси Воейкова, что охарактеризует в районе ветра круглый год Северных и Восточных румбов и частого высокого давления зимой и повышенного круглый год. В теплое время года Полярный климатический фронт проходит районе в среднем во второй половине мая – начале июня, что определяет в это время большее выпадение осадков в среднем значении в мае и первой половине июня, второй "максимум осадков" приходится на ноябрь - декабрь, когда часто при высокой влажности, сплошной облачности и одновременно высоком атмосферном давлении выпадают осадки, в это время нередки гололед и гололедицы. Часто в районе, как и везде в степи, бывают вихри, особенно в переходное время года, порой переходящие в настоящие смерчи, нередко разрушающие человеческие постройки, как это было осенью 2015 года в поселке Мирный, этот природно-климатический факт района тоже нужно иметь в виду при хозяйственной деятельности. Осадков в год выпадает в среднем 380-400 мм, основное количество осадков в район приходит с северной стороны горизонта.  Почвы района — обыкновенный и южный чернозём, местами участки темно-каштановых почв, имеются участки солонцеватых и солончаковых почв. На территории района находится 5331 га леса; в том числе лиственные 1787 га, хвойные 2583 га хвойные, представлены искусственными посадками из сосны желтой, крымской, обыкновенной по песчаным участкам верховьев реки Касарки притока Хопра, у истока этой реки расположен один из солончаковых участков района расположенного между хуторами – Скворцовским и Двойновским Новониколаевского района Волгоградской области. Климат наиболее северной точки, как района, так и всей области по раз счетам с учетом от удаленности от близлежащих метеостанций, уклонов и ландшафтов местности, других условий приблизительно таков.
На период наблюдений за XX век, за весь, норма будет такая, так же взятые из метеостанций выше указанных.
Норма среднемесячной температуры января: -9.8°. Норма суммы осадков в январе: 40 мм. Норма среднемесячной температуры февраля: -9.2°. Норма суммы осадков в феврале: 25 мм. Норма среднемесячной температуры марта: -3.5°. Норма суммы осадков в марте: 30 мм. Норма среднемесячной температуры апреля: 7.5°. Норма суммы осадков в апреле: 35 мм. Норма среднемесячной температуры мая: 15.5°. Норма суммы осадков в мае: 45 мм. Норма среднемесячной температуры июня: 19.0°. Норма суммы осадков в июне: 50 мм. Норма июля среднемесячной температуры июля: 20.5°. Норма суммы осадков в июле: 50 мм. Норма среднемесячной температуры августа: 19.4°. Норма суммы осадков в августе: 40 мм. Норма среднемесячной температуры сентября: 13.5°. Норма суммы осадков в сентябре: 40.5 мм. Норма среднемесячной температуры октября: 5.7°. Норма суммы осадков в октябре: 37 мм. Норма среднемесячной температуры ноября: -0.7°. Норма суммы осадков в ноябре: 52 мм. Норма среднемесячной температуры декабря: -6.1°. Норма суммы осадков в декабре: 49 мм.
Это по XX веку. За этот век они такие январь и февраль средний по -7,3 градуса, март -1,8 апрель +8,3 май +15,7 июнь +19,7 июль +21,7 август +20,4 сентябрь +14,4 октябрь +7,2 ноябрь -0,5 и декабрь -5,5 соответственно.  По осадкам за этот век по этой же точке усредненные данные январь 45,7 мм, февраль 33,5 мм, март 35,8 мм, апрель 31,5 мм, май 45,5 мм, июнь 55,7, июль 53,5 мм, август 35,7 мм, сентябрь 45 мм, октябрь 40,3 мм, ноябрь 41,1 мм, декабрь 46,8 мм таков климат за этот век тут сложился пока что.

## История
На месте нынешнего райцентра до 1870 года были расположены пять озёр. Все изменилось в связи со строительством железной дороги «Грязи—Царицын».
Первый поезд до ст. Филоново прошёл 26 декабря 1870 года. К этому времени невдалеке от вокзала была лишь одна землянка рабочих железнодорожников. Вскоре с ближайших населённых пунктов сюда переселились зажиточные семьи. Атаман станицы Михайловской дал поселению имя — Новониколаевский.
Население стало быстро расти. В 1884 году было уже 140 дворов. В середине 1928 года состоялось совещание представителей Михайловского, Новониколаевского и Купавского исполкомов, а также сельсоветов, входящих в будущий район. Все высказались за создание центра района при станции Алексиково, в станице Новониколаевской.
В районном центре имелась паровая мукомольная мельница, крепкие кооперативные организации, ссыпные пункты, яично-масляничный склад и т. д. Здесь проводилась двухнедельная ярмарка.
В 1928 году в район входило 170 населённых пунктов, 48 сельских советов, 9407 дворов. Набирала темпы коллективизация. В 1929 году образован колхоз-гигант «Ленинский путь». В него вошли 16 хуторов с 26 тыс. гектарами земли. При шефской помощи московских заводов буквально на голом месте возникли крупнейшие зерносовхозы — «Серп и Молот» и «Хопёрский». Образованный на территории хутора Куликовский откормсовхоз-миллионер «Новониколаевский» был неоднократным участником ВДНХ в г. Москва
Начало 1930-х годов ознаменовалось кооперированием и в промышленности. Артель им. Киквидзе имела швейный, сапожный, кондитерский, жестяной, кузнечный, гончарный, кожевенный, столярный цеха. В районе наращивалось производство сельскохозяйственной и промышленной продукции.
В годы Великой Отечественной войны 9200 новониколаевцев сражались на фронте. Около 4000 из них погибли.
12 ноября 1960 года к Новониколаевскому району была присоединена часть территории упразднённого Бударинского района.
22 декабря 2004 года в соответствии с Законом Волгоградской области № 975-ОД район наделён статусом муниципального района. В его составе образованы 11 муниципальных образований: 1 городское и 10 сельских поселений.

## Население
| 1939    | 1959    | 1970    | 1979    | 1989    | 2002    | 2009    | 2010    | 2011    |
| ------- | ------- | ------- | ------- | ------- | ------- | ------- | ------- | ------- |
| 31 253  | ↘29 049 | ↗34 237 | ↘29 483 | ↘27 826 | ↘25 511 | ↘22 979 | ↘22 618 | ↘22 517 |
| 2012    | 2013    | 2014    | 2015    | 2016    | 2017    | 2018    | 2019    | 2020    |
| ↘22 162 | ↘21 655 | ↘21 429 | ↘21 326 | ↘21 293 | ↘21 118 | ↘20 814 | ↘20 533 | ↘20 465 |
| 2021    |         |         |         |         |         |         |         |         |
| ↘20 016 |         |         |         |         |         |         |         |         |

### Урбанизация
В городских условиях (рабочий посёлок Новониколаевский) проживают 45.26 % населения района.

### Гендерный состав
Мужчин − 47,1 %, женщин — 52,9 %.

### Национальный состав
По итогам переписи населения 2020 года проживали следующие национальности (национальности менее 0,1 % и другое см. в сноске к строке «Другие»):
| Национальность | Численность, чел. | Доля     |
| -------------- | ----------------- | -------- |
| Русские        | 17 836            | 89,11 %  |
| Казахи         | 217               | 1,08 %   |
| Азербайджанцы  | 103               | 0,51 %   |
| Чуваши         | 96                | 0,48 %   |
| Армяне         | 56                | 0,28 %   |
| Украинцы       | 53                | 0,26 %   |
| Цыгане         | 49                | 0,24 %   |
| Татары         | 37                | 0,18 %   |
| Марийцы        | 30                | 0,15 %   |
| Другие         | 1539              | 7,71 %   |
| Итого          | 20 016            | 100,00 % |

## Муниципально-территориальное устройство
В Новониколаевском муниципальном районе  выделяются 11 муниципальных образований, в том числе 1 городское поселение и  10 сельских поселений:
| №  | Муниципальное образование             | Административный центр           | Количество населённых пунктов | Население (чел.) | Площадь (км²) |
| -- | ------------------------------------- | -------------------------------- | ----------------------------- | ---------------- | ------------- |
| 1  | Новониколаевское городское поселение  | рабочий посёлок Новониколаевский | 6                             | ↘9592            | 170,87        |
| 2  | Алексиковское сельское поселение      | хутор Алексиковский              | 2                             | ↘1824            | 145,47        |
| 3  | Верхнекардаильское сельское поселение | хутор Верхнекардаильский         | 5                             | ↘846             | 163,44        |
| 4  | Двойновское сельское поселение        | хутор Двойновский                | 2                             | ↘855             | 116,60        |
| 5  | Дуплятское сельское поселение         | хутор Дуплятский                 | 2                             | ↗882             | 151,71        |
| 6  | Комсомольское сельское поселение      | посёлок Комсомольский            | 5                             | ↘1178            | 196,52        |
| 7  | Красноармейское сельское поселение    | посёлок Красноармейский          | 6                             | ↘1007            | 350,90        |
| 8  | Куликовское сельское поселение        | хутор Куликовский                | 3                             | ↘1024            | 153,21        |
| 9  | Мирное сельское поселение             | посёлок Мирный                   | 8                             | ↘850             | 291,11        |
| 10 | Серпо-Молотское сельское поселение    | посёлок Серп и Молот             | 4                             | ↘967             | 271,17        |
| 11 | Хопёрское сельское поселение          | посёлок Хопёрский                | 7                             | ↘903             | 352,30        |

## Населённые пункты
В Новониколаевский район входят 50 населённых пунктов.
| №  | Населённый пункт   | Тип             | Население | Муниципальное образование             |
| -- | ------------------ | --------------- | --------- | ------------------------------------- |
| 1  | Аксёнов            | хутор           | 3         | Верхнекардаильское сельское поселение |
| 2  | Алексиковский      | хутор           | 1537      | Алексиковское сельское поселение      |
| 3  | Андреевский        | хутор           | 73        | Хопёрское сельское поселение          |
| 4  | Андриановский      | хутор           | 64        | Красноармейское сельское поселение    |
| 5  | Баклановский       | хутор           | 27        | Куликовское сельское поселение        |
| 6  | Белореченский      | посёлок         | 24        | Красноармейское сельское поселение    |
| 7  | Верхнезубриловский | хутор           | 13        | Мирное сельское поселение             |
| 8  | Верхнекардаильский | хутор           | 869       | Верхнекардаильское сельское поселение |
| 9  | Госплодопитомник   | посёлок         | 3         | Новониколаевское городское поселение  |
| 10 | Грачи              | хутор           | 376       | Алексиковское сельское поселение      |
| 11 | Грудне-Ермаки      | хутор           | 50        | Хопёрское сельское поселение          |
| 12 | Двойновский        | хутор           | 813       | Двойновское сельское поселение        |
| 13 | Дуплятский         | хутор           | 922       | Дуплятское сельское поселение         |
| 14 | Каменка            | хутор           | 169       | Серпо-Молотское сельское поселение    |
| 15 | Киквидзе           | хутор           | ↘265      | Хопёрское сельское поселение          |
| 16 | Кирхинский         | хутор           | 17        | Серпо-Молотское сельское поселение    |
| 17 | Клеевский          | хутор           | 47        | Комсомольское сельское поселение      |
| 18 | Комсомольский      | посёлок         | 882       | Комсомольское сельское поселение      |
| 19 | Королевский        | хутор           | 79        | Новониколаевское городское поселение  |
| 20 | Красноармейский    | посёлок         | 958       | Красноармейское сельское поселение    |
| 21 | Краснолученский    | посёлок         | 91        | Серпо-Молотское сельское поселение    |
| 22 | Красностановский   | хутор           | 9         | Верхнекардаильское сельское поселение |
| 23 | Крыловский         | хутор           | 0         | Мирное сельское поселение             |
| 24 | Кузнецовский       | хутор           | 33        | Красноармейское сельское поселение    |
| 25 | Куликовский        | хутор           | 1166      | Куликовское сельское поселение        |
| 26 | Купава             | село            | 182       | Мирное сельское поселение             |
| 27 | Лазоревский        | хутор           | 77        | Красноармейское сельское поселение    |
| 28 | Лащеновский        | хутор           | 5         | Комсомольское сельское поселение      |
| 29 | Мирный             | посёлок         | 673       | Мирное сельское поселение             |
| 30 | Мироновский        | хутор           | 32        | Мирное сельское поселение             |
| 31 | Морозовский        | хутор           | 0         | Мирное сельское поселение             |
| 32 | Нижнезубриловский  | хутор           | 130       | Мирное сельское поселение             |
| 33 | Нижнекардаильский  | хутор           | 91        | Куликовское сельское поселение        |
| 34 | Николаевский       | хутор           | ↘154      | Верхнекардаильское сельское поселение |
| 35 | Новоберезовский    | посёлок         | 52        | Красноармейское сельское поселение    |
| 36 | Новокардаильский   | хутор           | 266       | Комсомольское сельское поселение      |
| 37 | Новониколаевский   | рабочий посёлок | ↘9059     | Новониколаевское городское поселение  |
| 38 | Орловский          | хутор           | 234       | Новониколаевское городское поселение  |
| 39 | Приовражный        | посёлок         | 28        | Хопёрское сельское поселение          |
| 40 | Пруцковский        | хутор           | 148       | Дуплятское сельское поселение         |
| 41 | Ружейниковский     | хутор           | 133       | Комсомольское сельское поселение      |
| 42 | Сапожок            | хутор           | 66        | Мирное сельское поселение             |
| 43 | Серп и Молот       | посёлок         | 875       | Серпо-Молотское сельское поселение    |
| 44 | Скворцовский       | хутор           | 62        | Двойновское сельское поселение        |
| 45 | Среднепокровский   | хутор           | 0         | Верхнекардаильское сельское поселение |
| 46 | Степной            | хутор           | 84        | Хопёрское сельское поселение          |
| 47 | Фоминский          | хутор           | 152       | Новониколаевское городское поселение  |
| 48 | Хопёрский          | посёлок         | 394       | Хопёрское сельское поселение          |
| 49 | Чигари             | хутор           | 304       | Хопёрское сельское поселение          |
| 50 | Чулинский          | хутор           | 55        | Новониколаевское городское поселение  |

## Сельское хозяйство
Новониколаевский район является сельскохозяйственным районом.
В структуре производства продукции сельского хозяйства более 63 % приходится на растениеводство, 37 % — на животноводство. Район является одним из ведущих поставщиков высококачественного зерна и подсолнечника в Волгоградской области.
Сельскохозяйственный комплекс района расположен на площади 228,0 тыс. га сельхозугодий, в том числе 168,9 тыс. га пашни, которая используется на 100 %.

## Промышленность
Новониколаевский муниципальный район является одним из наименее промышленно-активных муниципальных образований Волгоградской области с полностью разрушенной инфраструктурой.
На территории Новониколаевского муниципального района действует предприятие ОАО «Завод автотехнологий» (100 рабочих мест).

## Транспорт
Сообщение с другими районами осуществляется автомобильным и железнодорожным транспортом. Новониколаевский район занимает выгодное географическое положение.
Через территорию района проходит автодорога федерального значения «Москва—Волгоград» протяженностью 48 км, Линия Волгоград I — Поворино Приволжской дороги протяженностью 34 км (железнодорожная станция Алексиково,

## Образование
В Новониколаевском муниципальном районе 4 муниципальных учреждения дошкольного образования, 12 муниципальных общеобразовательных учреждений, 2 муниципальных учреждения дополнительного образования, 1 государственное образовательное учреждение начального профессионального образования «Профессиональное училище № 49» (специальности: слесарь, тракторист- машинист и сварщик).